# Río Chapecó
El río Chapecó es un curso de agua brasileño localizado en el estado de Santa Catarina. 
El río corre con un rumbo sur hasta desembocar en el río Uruguay por lo que pertenece a la Cuenca del Plata. Su principal afluente es el río Chapecozinho.
- Datos: Q3432390
- Multimedia: Chapecó River / Q3432390